# Assen
Assen je hlavní město provincie Drenthe v Nizozemsku. Obec byla založena v roce 1258 a získala městská práva v roce 1809. Je známé motocyklovými závody Dutch TT, které se zde pořádají vždy poslední sobotu v červnu na okruhu TT Circuit Assen. Počet obyvatel činil v roce 2016 67 329 obyvatel.